# سربيون
سربيون قرية في منطقة جبلة في محافظة اللاذقية.
تأخذ سربيون مكانها على هضبة مرتفعة عن سطح البحر وتبعد عن الشاطيء حوالي خمسة كيلومترات تحيط بها الخضرة والطبيعة الجميلة والاطلالات الساحرة حيث الجبال والغابات والبحر وبحق انها قطعة من الجنة تتربع على قمم جبال الساحل السوري، تشتهر بالزيتون وزراعة التبغ، ومن أشهر العائلات في القرية بيت محمد وبيت مسعود وبيت ونوس وبيت صالح وبيت علي وبيت سكيف وبيت خليل وبيت إسماعيل وبيت عبد الكريم وبيت درويش وبيت مهنا وبيت صافي وبيت عزيز وبيت هاشم وبيت خالد وبيت بطرس وبيت اسعد وبيت سعادة وبيت محمود وبيت اسكندر.
تشهد سربيون سنوياً نشاطاً ثقافياً مميزاً يشارك فيه عدد كبير من المثقفين والادباء ,أهم القرى المجاورة لقرية سربيون: قرية حريصون وقرية الجويبات وقرية دوير بعبدة وقرية برقة وقرية الرصيف وقرية الزهراء وقرية قرفيص.

## روابط إضافية
- موقع القرية